# Серата (Роминешть, Ботошань)
Серата (рум. Sărata) — село у повіті Ботошані в Румунії. Входить до складу комуни Роминешть.
Село розташоване на відстані 372 км на північ від Бухареста, 40 км на схід від Ботошань, 66 км на північний захід від Ясс.

## Населення
За даними перепису населення 2002 року у селі проживали 94 особи, усі — румуни. Усі жителі села рідною мовою назвали румунську.